# Prunus brigantina
L'albicocca alpina o albicocca di Briançon (Prunus brigantina Vill., 1786) è un albero della famiglia delle Rosacee, autoctono della regione alpina occidentale, sia del versante francese che italiano. 
È l'unica specie di albicocco originaria dell'Europa.

## Etimologia
L'epiteto specifico "brigantina" deriva dalle popolazioni celto-liguri che risiedevano nella regione alpina occidentale, dalle Alpi Marittime fino a Briançon. Il termine deriverebbe dalla radice celtica "brig" che significa "luogo elevato".

## Descrizione

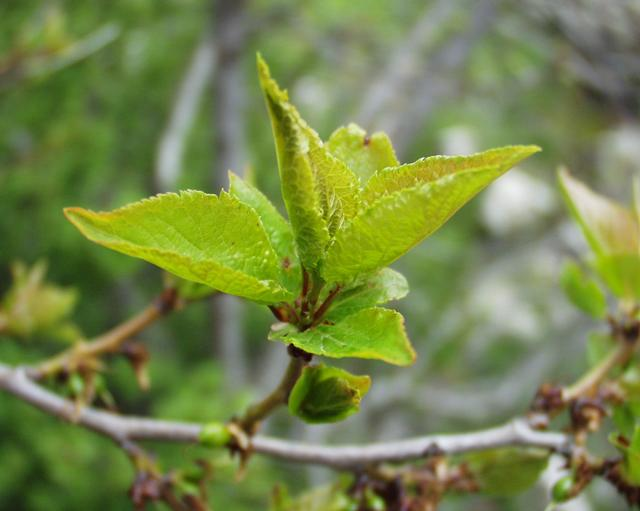
Foglie dell'albero

Il frutto è simile alla albicocca comune (Prunus armeniaca), ed è commestibile. 
A differenza delle altre specie strettamente correlate note come "albicocche", il frutto è liscio e non peloso.

## Distribuzione e habitat

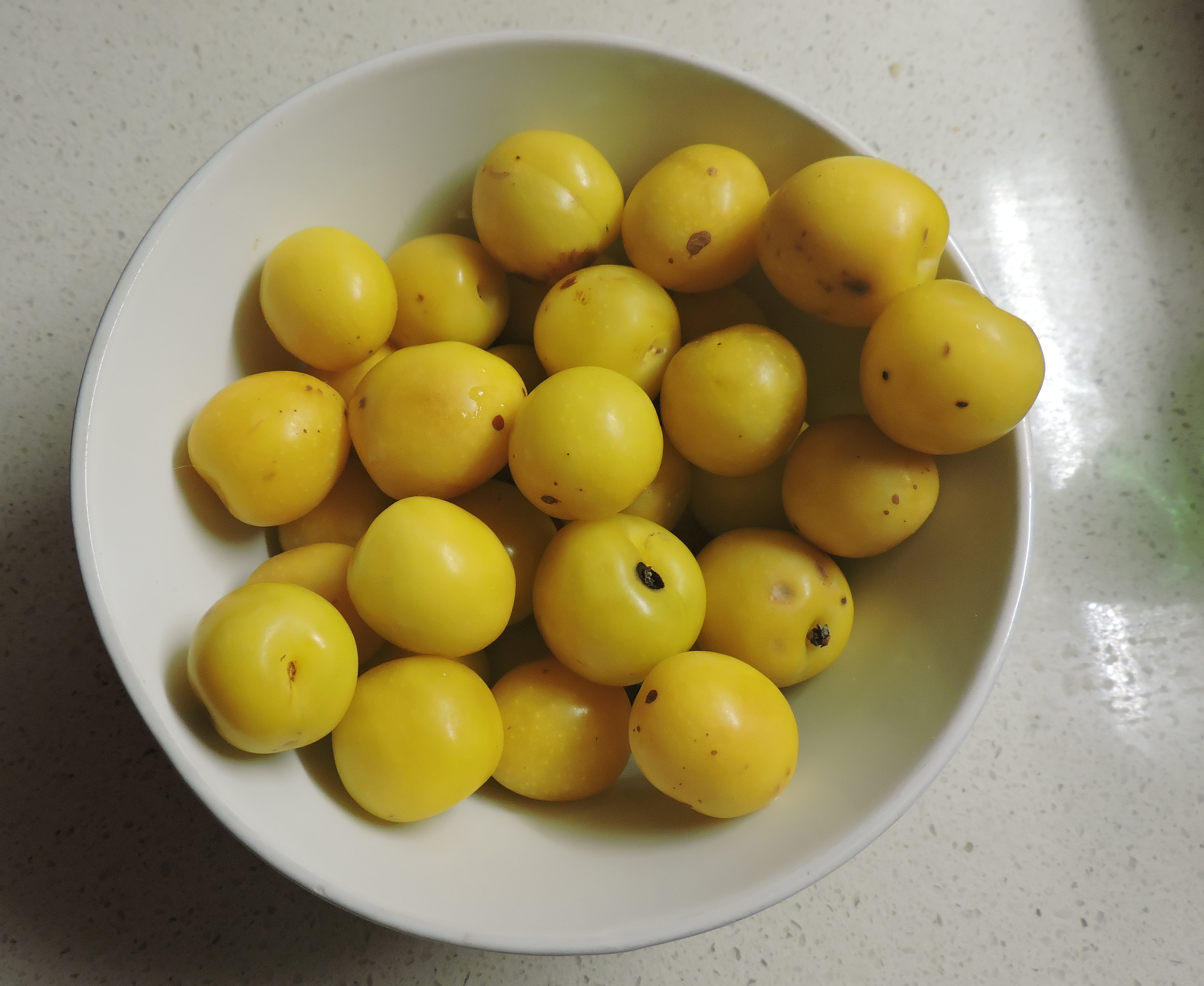
Frutti maturi di Prunus brigantina

La pianta cresce spontaneamente in zona alpina occidentale delle Alpi Marittime e Cozie a quote superiori ai 1000–1200 m, fino ai 1600 s.l. m.
Cresce in luoghi molto soleggiati ed aridi, in parte sul versante italiano (Piemonte), ma anche su quello francese, dove peraltro è maggiormente conosciuta ed utilizzata.

## Tassonomia
Specie in passato chiamato anche Prunus brigantiaca.
Prunus brigantina è considerato un membro del gruppo delle albicocche, insieme a Prunus armeniaca, Prunus mandshurica, Prunus mume, e Prunus sibirica, ma le sue relazioni genetiche con altre specie di Prunus non sono chiare, lo studio della filogenesi mediante lo studio molecolare delle sequenze di DNA ha dato indicazioni ambigue, e sembra non essere strettamente imparentato con l'albicocca.

## Utilizzo
Un olio commestibile è prodotto dal seme ed utilizzato in Francia, huile des marmottes (olio delle marmotte). La sua produzione era anche tipica dell'alta Valle di Susa. La polpa dei frutti è invece acidula e poco apprezzata.